# Primevère laurentienne
Primula laurentiana
Espèce
Classification APG III (2009)
La Primevère laurentienne (Primula laurentiana) est une espèce de plantes à fleurs de la famille des Primulaceae. C'est une plante herbacée à floraison estivale présente au nord-est de l'Amérique du Nord.

## Caractéristiques
Plante herbacée qui porte une tige florale haute de 10 à 45 cm de hauteur. Les feuilles sont disposées en rosette basilaire. Elles sont de couleur blanche farineuse sur leur face inférieure.
Les fleurs sont rassemblées en verticille ou en ombelle au sommet de la tige florale. Elles sont rose ou lilacées, à tube dépassant à peine le calice.
On attribue à la primevère laurentienne un lien de parenté étroit avec la primevère farineuse (P. farinosa).

## Taxonomie et classification

### Synonymes
- P. farinosa auct. non L., à ne pas confondre avec Primula farinosa L.
- P. farinosa L. var. macropoda Fernald [2]

## Écologie
Dans la province de Québec, on observe cette plante sur les falaises et les rivages maritimes de l'est, à partir de Kamouraska. Elle est également très présente sur les îles de Mingan. C'est une espèce strictement maritime. On l'observe très rarement à l'intérieur des terres.